# Браница (Бобровицкий район)
Брани́ца (укр. Брани́ця) — село, расположенное на территории Бобровицкого района Черниговской области (Украина)

## Этимология названия
Про происхождение названия села достоверных данных нет, но, как считают краеведы, есть ряд версий. Первая: село ранее принадлежало помещикам Браницким. Вторая: в основе названия лежит древнерусское слово брань — бой, война. Третья: времён Киевской Руси каждое поселение платило дань киевскому князю, одни поставляли продукты пчеловодства, мех, а жители Браницы платили полонянками (бранками) (молодыми красивыми девушками, которыми славилась, полесская земля).
Браница — село, центр сельского Совета. Расположена в 10 км от районного центра и в 7 км от железнодорожной станции Бобровицы. Браница основана в 1155 году.
В годы Великой Отечественной войны защищали Родину[стиль] 950 местных жителей, из них 238 награждены орденами и медалями, 370 погибли на полях сражений.